# Klaas Smid
Klaas Smid (* 8. Juli 1960 in Hoogeveen) ist ein niederländischer Politiker (PvdA), der seit dem 1. November 2015 Bürgermeister von Noordenveld ist.

## Biografie
Bis 1978 besuchte Smid die mavo (Middelbaar algemeen voortgezet onderwijs), havo (Hoger algemeen voortgezet onderwijs) sowie die vwo (Voorbereidend wetenschappelijk onderwijs) in Hoogeveen. Anschließend studierte er Geschichte an der Reichsuniversität Groningen, wo er sein Kandidaats-Diplom errang. Zunächst arbeitete er im Gesundheitswesen und war von 2000 bis 2003 offizieller Sekretär des gemeinsamen Beteiligungsgremiums an der Saxion. Zwischen 2003 und 2006 übte der Niederländer die Tätigkeit als Gerichtsschreiber in Hardenberg aus.
In den Jahren von 1990 bis 2003 war Smid Ratsherr von Hoogeveen. Ab 1994 war er Parteivorsitzender der PvdA. Von 2006 bis 2014 war er Wethouder von Hoogeveen und von 2014 bis 2015 Wethouder von Ommen. Am 1. November 2015 trat Klaas Smid sein Amt als Bürgermeister an und löste damit seinen Vorgänger Hans van der Laan ab. 
Er ist mit Evelien Smid verheiratet. Gemeinsam hat das Paar eine Tochter namens Inez und einen Sohn namens Lars. Sie leben in Roderwolde. Neben seinem Bürgermeisteramt ist Smid Vorsitzender des Aufsichtsrats von Landschapsbeheer Drenthe, Vorsitzender der Friends of Promens Care Foundation, Mitglied der Generalversammlung der Nordniederländischen Genossenschaft der Pflegeeinrichtungen, Mitglied des Vorstands des Verbands der Gemeinden von Drenthe (VDG), Mitglied des Vorstands der Sicherheitsregion Drenthe (VRD) und Mitglied des Verwaltungsausschusses Veenhuizen.